# Marie Curie-Skłodowská
Maria Salomea Skłodowská-Curieová (nepřechýleně Skłodowska-Curie), rozená Skłodowska, známá též jako Marie Curie, Marie Curie-Skłodowska či Marie Curie-Skłodowská (7. listopadu 1867 Varšava, Kongresové Polsko – 4. července 1934 Passy, Haute-Savoie, Francie), byla polská vědkyně. Většinu svého života strávila ve Francii, kde se zabývala výzkumy v oblasti fyziky, chemie a matematiky.
K jejím největším úspěchům patří:
- teorie radioaktivity
- technika dělení radioaktivních izotopů
- objev dvou nových chemických prvků: radia a polonia.

Pod jejím osobním vedením byly též prováděny první výzkumy léčby rakoviny s pomocí radioaktivity.
Curie-Skłodowská byla dvakrát vyznamenána Nobelovou cenou. Poprvé v roce 1903 obdržela cenu za fyziku za výzkumy radioaktivity spolu se svým manželem Pierrem Curie a objevitelem radioaktivity Henri Becquerelem. Podruhé jí byla udělena v roce 1911 cena za chemii za izolaci čistého radia.

## Původ, mládí a manželství
Maria Salomea Skłodowská byla nejmladší z pěti dětí učitelského páru Władysława a Bronisławy Skłodowských. Oba rodiče pocházeli z nižší polské šlechty (polsky szlachta). Otec studoval na univerzitě v Petrohradě a poté byl učitelem matematiky a fyziky. Matka byla žákyní jediné soukromé dívčí školy ve Varšavě. Posléze se stala učitelkou a ředitelkou té dívčí školy, na které studovala.
Marie Skłodowská složila (pod tímto jménem) v roce 1891 jako první žena v historii přijímací zkoušky na fakultu fyziky a chemie pařížské Sorbonny. Přes den studovala a po večerech doučovala a vydělávala si tak na živobytí. V roce 1893 získala licenciát a začala pracovat jako laborantka v průmyslové laboratoři Lippmanových závodů. Současně dále studovala na Sorbonně a druhý licenciát z matematiky získala v roce 1894.
Rovněž v roce 1894 poznala svého budoucího manžela Pierra Curie, který byl v té době doktorandem v laboratoři Henri Becquerela. Po Pierrově doktorátu se v roce 1895 vzali. Pierre byl bez vyznání a Marie byla nábožensky vlažná, proto měli občanský sňatek, což na nějaký čas vedlo k roztržce Marie s její polskou katolickou rodinou. Roku 1897 se jim narodila dcera Irène (taktéž pozdější nositelka Nobelovy ceny).

## Vědecká dráha
Pierre Curie doporučil Marii Becquerelovi, který jí nabídl doktorské studium pod svým vedením na zdánlivě neatraktivní a pracné téma – zjistit, proč je radioaktivita některých druhů uranové rudy mnohem vyšší, než by plynulo z podílu čistého uranu v rudě. Mladá vědkyně, nyní již provdaná a pod jménem Marie Curie, začala obtížnou práci na dělení uranové rudy na jednotlivé chemické sloučeniny, zpočátku s pomocí mladého chemika A. Debiernea, který dělal licenciát. Hledala sloučeninu, která způsobovala vysokou radioaktivitu. Debiernea to brzy přestalo bavit a nahradil ho sám Pierre Curie. Výzkumy po čtyřech letech vedly nejprve k objevu polonia, jež Marie Curie pojmenovala po své polské vlasti, a posléze mnohem radioaktivnějšího radia (první gram radia izolovala ze smolince pocházejícího z Jáchymova). Výsledkem bylo také vyjasnění pravděpodobných příčin radioaktivity – jako efektu při rozpadu atomových jader. V roce 1903 jako první žena v historii získala titul doktora fyziky a ve stejném roce jí byla udělena Nobelova cena za fyziku.
Získání Nobelovy ceny Curieovy náhle proslavilo. Sorbonna Pierrovi nabídla místo profesora a souhlasila se založením jeho vlastní laboratoře, ve které se Marie stala vedoucí výzkumu. Ve stejné době také porodila druhou dceru Evu (1904).
Pierre Curie však dne 19. dubna 1906 přišel o život, a to tak, že ho přejel nákladní koňský povoz. Marie Curie-Skłodowská tak ztratila životního druha i spolupracovníka. Dne 13. května téhož roku se fakultní rada rozhodla zachovat katedru vytvořenou pro Pierra Curie a svěřila ji Curie-Skłodowské, spolu s řízením laboratoře. Tak Curie-Skłodowská vyšla ze stínu. Stala se první profesorkou Sorbonny.
Vinou toho, že manželé Curieovi ještě před Pierrovou smrtí odmítli dát si patentovat postup přípravy radia z rud, ochudili se o značné finanční prostředky použitelné např. pro výstavbu laboratoře – obtížné získávání peněz po velkou část jejich kariéry ztěžovalo a značně zpomalovalo výzkum.
V lednu roku 1911 nebyla o jeden hlas zvolena do Francouzské akademie věd (Académie des sciences). V prosinci téhož roku však dostala svou druhou Nobelovu cenu (za chemii), díky které přesvědčila francouzskou vládu, aby vyčlenila prostředky na vytvoření nezávislého Ústavu pro radium (Institut du radium), který byl založen v roce 1914 a ve kterém se prováděly výzkumy z oblasti chemie, fyziky a lékařství. Tento ústav se stal líhní nositelů Nobelových cen – vyšli z něho ještě čtyři, mezi nimi i Mariina dcera Irène Joliot-Curie a Mariin zeť Frédéric Joliot, kteří získali Nobelovu cenu za objevení uměle vyvolané radioaktivity.
Během 1. světové války se Curie-Skłodowská stala šéfkou vojenské lékařské buňky, která se zabývala organizací polních rentgenografických stanic, které vyšetřily celkem více než 3 milióny případů zranění francouzských vojáků.
Po válce Curie-Skłodowská nadále vedla Ústav pro rádium v Paříži a zároveň cestovala po světě, kde její nadace pomáhala zakládat lékařské ústavy pro léčbu rakoviny. U Marie Curie-Skłodowské na ústavu také dva roky studoval František Běhounek (v letech 1920–1922), který po návratu zkoumal radioaktivitu v jáchymovských dolech. V roce 1925 Marie Curie-Skłodowská sfárala do dolu Svornost v Jáchymově. Absolvovala také cestu po Spojených státech, kde převzala mnoho čestných titulů a také dostala od amerického prezidenta slavnostně gram radia pro výzkum a léčbu nemocných. V roce 1932 s pomocí polského prezidenta Moścického byl jeden z takovýchto institutů založen ve Varšavě. Prvním vedoucím se stala Mariina sestra Bronisława.
Marie Curie-Skłodowská zemřela 4. července 1934 v sanatoriu Sancellemoz u Passy (Haute-Savoie) na poruchu krvetvorby způsobenou zřejmě ionizujícím zářením materiálů, se kterými pracovala bez ochranných prostředků. Byla pohřbena vedle Pierra v Sceaux.
V roce 1995 byla pro své zásluhy jako první žena pochována pod kopulí pařížského Pantheonu.

## Podrobný životopis

### Raná léta Marie Skłodowské
Marie Skłodowská se narodila ve Varšavě, patřící tehdy ruské části Polska, dne 7. listopadu 1867 jako nejmladší z pěti dětí tamního dobře známého páru manželů Bronislawy Skłodowské, roz. Boguské, a Wladyslawa Skłodowského. Celkem čtyři starší sourozenci se jmenovali Zofia (* 1862), Józef (* 1863), Bronislawa (* 1865) a Helena (* 1866) Sklodowští.

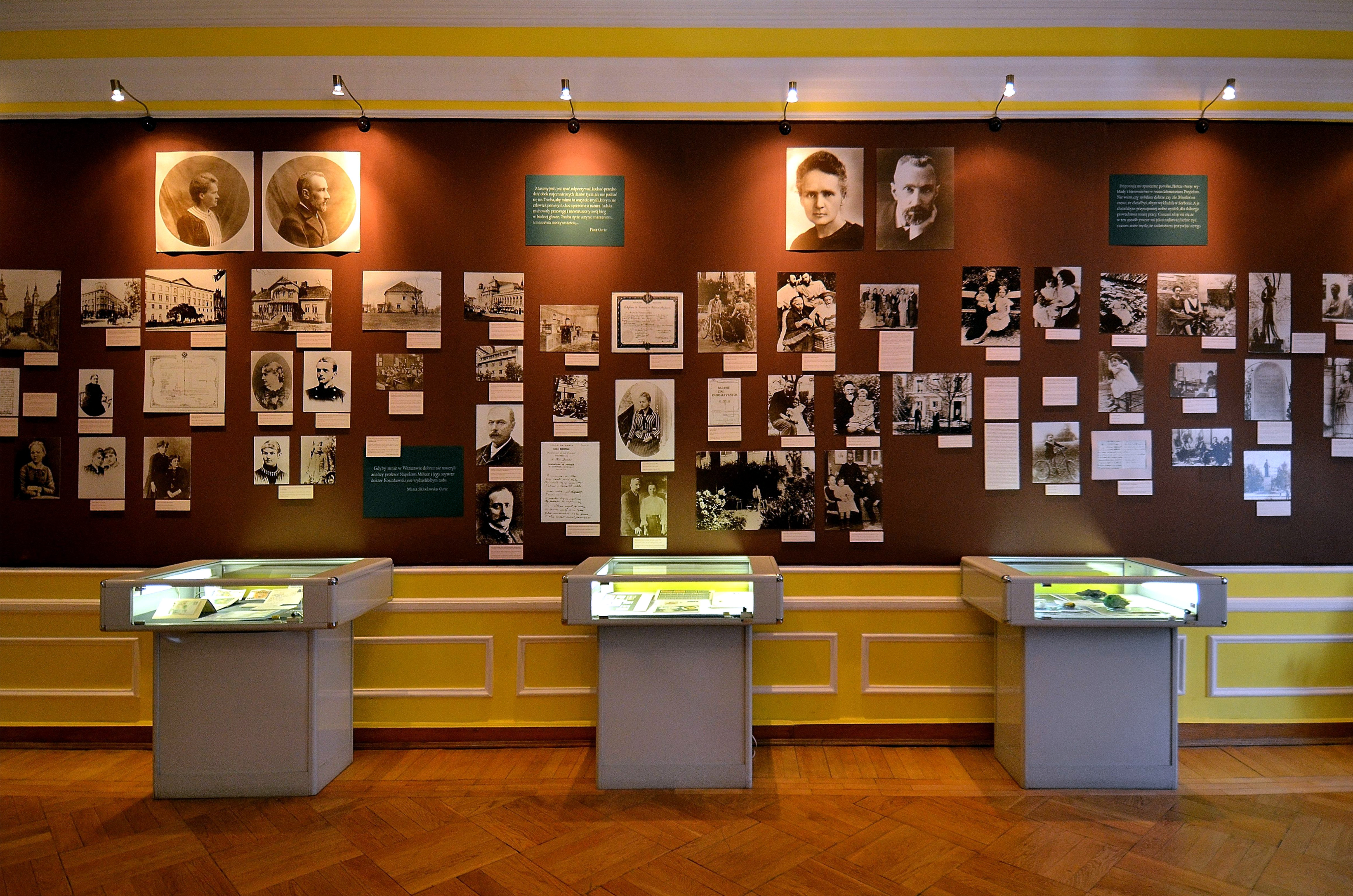
Muzeum Marii Skłodowskiej-Curie Polskiego Towarzystwa Chemicznego ve Varšavě

Na otcově straně ztratila rodina neblaze majetek kvůli aktivnímu zapojení se v polském Lednovém povstání (1863 – 1865). To značně poznamenalo celou tehdejší generaci, včetně Marie a jejích sourozenců, mnoha těžkostmi, zejména ve společenském životě.
Mariin dědeček z otcovy strany Józef Skłodowski byl respektovaným učitelem v Lublinu, kde byl jeho studentem dokonce mladý Boleslaw Prus, jenž se později stal vedoucí osobou polské literatury.
Jeho syn, Mariin otec Wladyslaw Skłodowski byl před Lednovým povstáním váženým diplomatem. Nakonec byl z místa odvolán pro přiklánění se k snahám o obnovení polského národního uvědomění. Toto velmi špatně nesl a svůj žal utápěl v alkoholu. Díky tomu rodina přišla takřka o všechno.
Matka Bronislawa byla jedinou dcerou bohatého pána a majitele několika továren. Byť ji měl se svou nevolnicí, nakonec ji jako jediné dítě přijal za vlastní, a ona tím pádem zdědila veliký majetek. Ten byl také hlavním důvodem, proč si ji Wladyslaw bral. V roce 1878, když bylo Marii teprve deset let, zemřela její matka na tuberkulózu. Tři roky před tím zemřela její sestra Žofie na tyfus[nepřesný odkaz].
Mariini rodiče byli oddaní katolíci, ale smrt matky a sestry Zofie odklonily Marii nadobro od víry a stala se ateistkou. Jako dítě se vzdělávala se svou guvernantkou, jak bylo tehdy zvykem. V deseti letech započala studium na dívčí měšťance, které ukončila po 6 letech s vyznamenáním. Dalších šest let pokračovala ve studiu na gymnáziu. O přírodní vědy se zajímala odjakživa, ale otec ji od studií zrazovali, dokonce, když u ní našel odborné knihy, zamykal ji za trest v podkrovním pokojíčku. Po kolapsu způsobeném pravděpodobně akutní epizodou deprese strávila následující rok na venkově s příbuznými z otcovy strany. Během tohoto roku se pilně, avšak tajně učila. Následující rok strávila ve Varšavě, přičemž se pohádala s otcem kvůli rozhodnutí odstěhovat se, a ten na ni tak nadobro zanevřel. Našla si tedy zaměstnání, a šetřila na univerzitní vzdělání. Jako žena však záhy narazila na to, že polské univerzity nepřijímaly ke studiu ženy. Spolu se sestrou se tedy zapsala alespoň na neoficiální tajnou Uniwersytet Latajacy. Dále, když ji otec nehlídal, mohla se nerušeně vzdělávat, číst knihy, dopisovat si s významnými vědci, chodit do laboratoří, na přednášky a soukromá doučování.
Sestry se dohodly, že Marie bude nejprve finančně podporovat starší Bronislawu po dobu jejích dvouletých lékařských studií v Paříži výměnou za opětovnou pomoc později. Proto přijala nejmladší dcera ovdovělého Wladyslawa Skłodowského místo vychovatelky zprvu ve Varšavě a poté na dva roky v městě Szezuki u rodiny Zorawských. Právě zde poznala mladého Kazimiera Zorawského, budoucího prvotřídního matematika, který se do ní jednostranně zamiloval, ale rodiče sňatek zakázali.
Kazimier nedokázal zákazu vzdorovat a konec idejí byl pro něj velice tragický, i když Marie sama ho už předtím rezolutně odmítla. Ačkoliv nedlouho nato získal doktorát a započal akademickou kariéru jako matematik, profesor a rektor Univerzity v Krakowě, ještě jako starý muž býval vídán sedávaje zamyšleně před sochou Marie Curie-Skłodowské, vztyčené v roce 1935 před Institutem radia, založeným v roce 1932.
Zkraje roku 1890 pozvala Bronisława, čerstvě provdaná za Kazimiera Dłuského (polského lékaře a sociálního aktivistu), do Paříže sestru Marii, která byla nucena pozvání odmítnout, jelikož si nemohla dovolit nákladné univerzitní poplatky, a shromáždění potřebných prostředků jí zabralo následující rok a půl. Naštěstí Mariin otec získal po letech opět perspektivní zaměstnání, nemohl ji tedy doma hlídat a mladá žena se tudíž konečně mohla ponořit do studia, vzdělávat se, číst knihy, dopisovat si s významnými osobnostmi tehdejší doby a sama docházet na soukromé doučování.
Již od roku 1889 pobývala u otce ve Varšavě a do pozdních měsíců roku 1891 pokračovala v práci vychovatelky, doučovala, střádala peníze, nadále studovala v Uniwersytet Latajacy a začala se vzdělávat v praktickém laboratorním uplatnění chemických znalostí v Muzeu průmyslu a zemědělství v laboratoři vedené jejím bratrancem Józefem Boguskim, asistentem ruského chemika Dmitrije Mendělejeva v Petrohradě.

### Nový život v Paříži
V roce 1891 konečně opustila Polsko, aby nejprve na krátkou chvíli využila přístřeší u sestry a švagra a následně si najala byt v Latinské čtvrti, kde od téhož roku pokračovala ve studiích fyziky, chemie a matematiky na Univerzitě v Paříži. Podmínky, v nichž žila a vzdělávala se, byly extrémní, často téměř neměla z čeho žít, trpěla chladem během zim a příležitostně dokonce omdlévala z hladu.
Studovala během dnů a doučovala po večerech, sotva pokrývajíc své životní náklady, přesto v roce 1893 byla její vytrvalost a snaha oceněna diplomem ve fyzice. Začala pracovat v průmyslové laboratoři profesora Gabriela Lippmanna, mezitím stále studovala na Univerzitě v Paříži a dokázala získat další diplom v následujícím roce 1894.
Svoji vědeckou kariéru započala ve Škole fyziky a chemie (ESPCI). Polský fyzik a profesor Józef Wierusz-Kovalský věděl, že Marie potřebuje najít pro svoji práci prostornější laboratoř, kterou jí, jak Kovalský předpokládal, mohl možná poskytnout fyzik Pierre Curie. Profesor Kovalský proto oba mladé výzkumníky seznámil a vskutku, Pierre nejenže dokázal Marii prostor najít a vědkyně začala bez otálení pracovat, ale jejich vzájemná náklonnost sílila s rostoucím zaujetí v práci toho druhého. Pierrovu první žádost o ruku Marie odmítla, jelikož stále měla v plánu vrátit se do vlasti, ale Pierre Curie byl rozhodnut se za ní v takovém případě přestěhovat do Polska, i kdyby to znamenalo, že by mohl pouze vyučovat francouzštinu.
Během krátkého vzájemného odloučení v roce 1894 navštívila Marie svoji rodinu v Polsku a stále doufala, že by mohla na vysněném poli vědy pracovat ve vlasti. Místo na Univerzitě v Krakowě jí však bylo odepřeno, jednoduše kvůli jejímu ženskému pohlaví. Dopis od Pierra ji nakonec přesvědčil k návratu do Francie a získání doktorátu. Pierre poté na Mariino naléhání sepsal své výzkumy magnetismu a obdržel tak vlastní doktorát roku 1895 spolu s postem profesora.
Dne 26. července 1895 se Marie Skłodowská a Pierre Curie stali novomanželi ve městě Sceaux na Seině. Svatba proběhla bez náboženského obřadu a nevěsta byla dokonce místo svatební róby oblečená v laboratorních šatech. Manželé sdíleli kromě vědecké práce dva hlavní koníčky, cestování a dlouhé vyjížďky na kole, které je přivedly ještě blíže k sobě. V Pierrovi tak našla Marie novou lásku, partnera, manžela a vědeckého spolupracovníka, na něhož se mohla plně spolehnout.

### Nové prvky
V roce 1895 odhalil německý inženýr a fyzik Wilhelm Roentgen existenci rentgenového záření, ačkoliv mechanismus jeho tvorby ještě nebyl znám. Další významný fyzik, Francouz Henri Becquerel, objevil v roce 1896, že uranové soli vydávají záření, které rentgenové paprsky připomíná pronikavostí, a zároveň dokázal, že tato radiace nezávisela na vnějším zdroji energie jako fosforescence, ale že vycházela z uranových solí samotných. Ovlivněna těmito dvěma důležitými objevy se Marie rozhodla zaměřit na uran jako na klíčový bod dalších možných objevů a výzkumů.
K prověřování a zkoumání vzorků nejprve vymyslela novou inovativní metodu. Před patnácti lety spolu totiž její manžel a bratr vynalezli nový elektrometr – citlivé zařízení k měření elektrické energie. Používáním Pierrova elektrometru došla k závěru, že paprsky vycházející z uranu způsobují elektrickou vodivost vzduchu okolo vzorku.
S použitím této techniky byl jejím prvním výsledkem nález závislosti aktivity uranových sloučenin na množství uranu obsaženého ve vzorku. Přednesla domněnku, že radiace není důsledkem interakce molekul, ale že musí pocházet ze samotného atomu. Tato hypotéza se stala důležitým krokem k vyvrácení starověkého předpokladu, že atomy jsou nedělitelné.
V roce 1897 porodila Marie Curie-Skłodowská první dceru Iréne, a aby podpořila svoji novou rodinu, začala následně vyučovat na École Normala Supérieure. Efektivita práce manželů Curiových trpěla absencí samostatné laboratoře a většina objevů tak byla uskutečněna v nevyhovujících podmínkách v částečně přetvořeném provizoriu sousedícím se Školou fyziky a chemie. Přístřešek, který byl původně pitevnou lékařské školy, byl nedostatečně odvětráván a dokonce do něj zatékalo. Navíc ani Marie ani Pierre si ještě nebyli vědomi destruktivního dopadu vystavování se radiaci během ustavičné manipulace s radioaktivními látkami. Škola je navíc nesponzorovala navzdory tomu, že dotace přicházely od mnoha organizací, metalurgických společností i vlád.
Mariiny systematické studie se zaměřovaly na dva uranové minerály – uraninit a chalkolit. Elektrometr naměřil u uraninitu čtyřikrát vyšší aktivitu než u samotného uranu, u chalkolitu jen dvakrát. Dospěla proto k závěru, že pokud předchozí výsledky měření obsahu uranu ve vztahu k jeho radioaktivitě byly správné, tyto dva minerály musí obsahovat malé množství další jiné látky, která je samotná mnohem radioaktivnější než uran. Dlouhodobým systematickým výzkumem příměsí, které zvyšují radiaci, v roce 1898 odhalila fakt, že prvek thorium je rovněž radioaktivní. Pierra Curieho nepřetržitě fascinovala manželčina práce a do poloviny roku 1898 se natolik ponořil do výzkumu radioaktivity, že opustil svoji studii krystalů a připojil se k ní. Nicméně výzkum i nadále vedla Marie Curie-Skłodowská, jak několikrát rezolutně prohlásila (se zcela pochopitelným důrazem – vzhledem k diskriminaci, kterou ženy zažívaly, a nedůvěře mnoha mužů ve schopnost žen objevovat nové poznatky na poli vědy).
Vzhledem k tomu, že H. Becquerel dva roky předtím obhájil svoji zásluhu na objevu radioaktivity jen díky velmi včasnému publikování, Marie se rozhodla pro stejně rychlý postup při zveřejňování výsledků a stručný záznam nejnovější práce byl přednesen Akademii již dne 12. května 1898 jejím bývalým profesorem Gabrielem Lippmannem. Přesto byl však Mariin objev radioaktivity Thoria ve Francii předejit o pouhé dva měsíce německým vědcem Gerhardem Carlem Schmidtem, který své výsledky publikoval v Berlíně.
Mariin záznam práce ale i tak obsahoval něco, čeho si nikdo jiný na světě před ní nevšiml. „Tento fakt je velmi pozoruhodný a vede k hypotéze, že tyto minerály (uraninit a chalkolit) mohou obsahovat prvek, který je mnohem radioaktivnější než uran.“ Později vzpomínala, jak cítila vášnivou touhu potvrdit svoji hypotézu, jak rychle to jen bylo možné.
Dne 14. května 1898 dospěli manželé Curiovi k optimistickému závěru, že se jim podařilo úspěšně vysrážet 100g vzorek uraninitu a rozemlít jej v třecí misce. Tehdy si ještě nebyli vědomi toho, že to, co hledali, se nachází v tak malém množství, že by ve skutečnosti museli vytěžit tuny rud.
 V červenci 1898 publikovali prohlášení o objevu nového prvku polonia, pojmenovaného po Mariině rodném Polsku, jež mělo ještě po dvacet let zůstat loutkovým státem pod patronátem Centrálních mocností.
V průběhu výzkumu manželé zavedli také slovo pro radioaktivitu a dne 26. prosince 1898 oznámila Marie existenci prvku radia pojmenovaného podle latinského slova pro paprsek.
Aby nade vší pochybnost potvrdila svoje objevy, rozhodla se izolovat polonium a radium v čisté formě. Uraninit (UO2) je komplexní minerál, tudíž jeho chemické „roztřídění“ se ukázalo být nadlidským úkolem. Izolace polonia byla relativně snadná – výhodně a navíc jako jediný prvek připomínalo chemicky bismut. Práce s radiem však byla zrádnější. Úzce se vztahuje chemickými vlastnostmi k baryu, jež uraninit obsahuje též. S koncem roku 1898 tudíž Marie získala stopy radia, ale uspokojivé vzorky neznečištěné baryem byly stále v nedohlednu.
Vědkyně podnikala nesčetné pokusy separovat radiové soli rozdílnou krystalizací. Z prvních dvou tun uraninitu získala v roce 1902 pouhou jednu desetinu gramu radia. V roce 1910 se jí sice podařilo izolovat čisté radium lépe, avšak nikdy polonium, které má poločas rozpadu pouze 138 dnů. Mezi léty 1898 a 1902 publikovala (ať už s manželem či sama) celkem 32 vědeckých prací včetně objevu rychlejšího rozpadu nádorových buněk při vystavení záření vycházejícího z radia než buněk zdravých.
V roce 1900 se stala Marie Curie-Skłodowská první ženou, která kdy vyučovala na École Normale Superieure a její manžel se zároveň připojil k Univerzitě v Paříži. V roce 1902 navštívila u příležitosti otcovy smrti rodné Polsko a v červnu 1903 byl za dohledu Gabriela Lippmanna její vědecký přínos oceněn doktorátem Univerzity v Paříži. Tentýž měsíc manželé odjeli na pozvání Londýnským královským institutem přednést na tamní půdě rozsáhlejší řeč o radioaktivitě. Marie však měla jako žena striktně zakázáno mluvit a hovořil tudíž jen její manžel Pierre. Mezitím se na základech objevu radia započaly formovat zcela nová odvětví průmyslu. Curiovi si objev nenechali patentovat a nezískali za něj téměř žádnou odměnu.

### Nobelovy ceny
V prosinci roku 1903 ocenila Královská švédská akademie věd manžele Curieovy a A. H. Becquerela společnou Nobelovou cenou ve fyzice za výzkumy spojené s objevem radia. Nejprve bylo sice zamýšleno ocenit pouze Pierra Curieho a H. Becquerela, ale jeden z porotců a zároveň osvícený zastánce tehdejších vědkyň, švédský matematik Magnus Goesta Mittag-Leffler, zasvětil do sporu Pierra a v reakci na jeho stížnosti byla i Marie Curie-Skłodowská odměněna jako první žena v historii Nobelovou cenou.
V prosinci 1904 přišla na svět druhorozená dcera Éve, pro niž Marie najala polskou vychovatelku, s níž ji posílala na časté návštěvy své vlasti.
Manželé zprvu odmítli osobní převzetí ceny ve Stockholmu, neboť byli oba příliš zaměstnáni prací a Pierre navíc onemocněl, kvůli povinnosti každého laureáta udělit přednášku se ale do Švédska vypravili roku 1905. Udělené peníze použili sice na najmutí prvního laboratorního asistenta, ale i po udělení Nobelovy ceny, nabídce zaměstnání od Univerzity v Ženevě, Pierrově profesorování a vůdčí roli na Pařížské univerzitě a neustálém naléhání neměli Curiovi odpovídající laboratoř až do roku 1906, kdy jim ji Pařížská univerzita konečně zřídila.
Dne 19. dubna 1906 byl Pierre Curie zabit drožkou, která ho srazila v hustém dešti při přecházení ulice Rue Dauphine. Náraz způsobil pád muže pod kola, frakturu lebky a okamžitou smrt, která Marii hluboce zasáhla. Dne 13. května 1906 se fyzikální oddělení Pařížské univerzity usneslo podržet místo, jež se uvolnilo Pierrovou smrtí, a nabídnout ho Marii. Ta nabídku přijala v naději vytvořit světově prvotřídní laboratoř jako poctu svému muži, a stala se tak první profesorkou na Univerzitě v Paříži.
Mariina snaha o založení špičkové laboratoře však neskončila u Pařížské univerzity. Ve svých pozdějších letech stála v čele Institutu radia (Institut du Radium), nyní na její počest pojmenovaného Institut Curie, který pro ni založil Pasteurův institut spolu s Pařížskou univerzitou. Iniciativa k založení Institutu vzešla již v roce 1909 od ředitele Pasteurova institutu Pierra Paula Émila Rouxe, který byl hořce zklamán tupou neochotou Pařížské univerzity poskytnout Marii odpovídající laboratoř k výzkumům a navrhl, aby se raději přesunula do Pasteurova institutu. Teprve po této nabídce a aktuálně hrozícímu odchodu Marie Curie-Sklodowské z Pařížské univerzity přehodnotila Univerzita svůj přístup a společným přičiněním obou institucí byl postaven tzv. Pavilon Curie.
V roce 1910 uspěla v izolování radia a definovala mezinárodní jednotku pro radioaktivní emise, kterou pojmenovala bequerel se značkou Bq. Francouzská Akademie věd ji v roce 1911 sice zvolila, ale protože její předseda uplatnil právo veta, nepřijala ji do svých řad jako členku a místo toho zvolila Édouarda Branlyho, vynálezce, který pomáhal Guglielmovi Marconimu s vynálezem bezdrátového telegrafu – radiotelegrafie.
Přes Mariin věhlas vědkyně pracující pro Francii se mezi veřejností vyskytovaly xenofobní hlasy, které vedly ke Dreyfusově aféře, které byly navíc přiživovány spekulacemi o Mariině židovském původu či dokonce víře. Během hlasování o přijetí do Akademie věd byla pravicovým křídlem tisku kritizována pro svůj nefrancouzský původ a ateismus. Její dcera se později zmiňovala o pokrytectví veřejnosti ve Francii, pro kterou byla Curie obyčejná cizinka nehodná uznání a poct, avšak která byla rozhlašována jako francouzská hrdinka kdykoliv se jí dostalo pocty zahraniční, jako například Nobelovy ceny.
V roce 1911 vyšlo najevo, že Marie měla románek se ženatým fyzikem Paulem Langevinem, bývalým Pierrovým studentem. Langevinova manželka se přes najatého detektiva dostala k jejich milostné korespondenci, požádala o rozluku a vyhrožovala Marii smrtí, pokud neopustí Francii. Aféra se dostala do francouzského tisku a rozpoutal se mediální lynč. Samotná Marie, tehdy již ve středním věku a o pět let starší než Langevin, byla novináři předhazována jako záletná cizinecká Židovka. Když skandál vypukl, účastnila se právě konference v Belgii, a při návratu domů nalezla před svým domem shluk pomstychtivých agresorů, kvůli nimž musela nalézt krátkodobý azyl v domě své přítelkyně.
Mezinárodní uznání Mariiny práce však dosahovalo nebývalých výšin a v roce 1911 ji Královská švédská akademie věd, jež se záhy přenesla přes malicherný skandál, udělila druhou Nobelovu cenu za chemii. Toto ocenění bylo „…uznání práce napomáhající pokroku chemie objevem prvků radia a polonia, izolováním radia a studiem vlastností a sloučenin tohoto pozoruhodného prvku.“ Stala se tak první osobou, která kdy byla oceněna dvěma samostatnými či sdílenými Nobelovými cenami a zůstává dodnes spolu s Linem Paulingem jedinou nositelkou Nobelovy ceny ve dvou různých odvětvích. Delegace významných polských učenců vedená spisovatelem Henrykem Sienkiewiczem se ji dokonce snažila přesvědčit k návratu do Polska a pokračování ve výzkumech ve vlasti. Druhá Nobelova cena umožnila Marii také přesvědčit francouzskou vládu k podpoře projektu Institutu radia, v němž po dostavění v roce 1914 probíhaly výzkumy v oblasti chemie, fyziky a medicíny.
Měsíc po převzetí druhé Nobelovy ceny v roce 1911 byla Marie Curie hospitalizována s depresí a onemocněním ledvin, načež se roku 1912 převážně vyhýbala pohledu veřejnosti, čas trávila s dcerami u přítelkyně a kolegyně, fyzičky Herthy Ayrtonové v Anglii a do Paříže se vrátila po zhruba čtyřměsíční pauze.
Roku 1912 bylo Marii nabídnuto Varšavskou vědeckou společností vedení nové laboratoře ve Varšavě, což však odmítla, plně se zaměřujíc na dokončení Institutu radia, dostavěného konečně v srpnu 1914 na nové ulici pojmenované Rue Pierre-Curie. Při návštěvě Polska v roce 1913 byla sice vřele přivítána ve Varšavě, avšak převážně ignorována ruskými úřady.
Vývoj a rozkvět Institutu radia byl pak přerušen nastupující válkou, jelikož většina vědců narukovala do francouzské armády, a aktivity Institutu byly plně obnoveny až během roku 1919.

### První světová válka
Během první světové války Marie Curie-Skłodowská seznala, že mnoha zraněným vojákům bylo možno pomoci nejefektivněji co nejrychlejší operací, což nebylo možné jinak než s rychlou diagnostikou zranění, tudíž s polními radiologickými prostředky blízko předních linií, které měly napomáhat vojenským chirurgům.
Po chvatném studiu radiologie, anatomie a mechaniky navrhla převratné rentgenové vybavení, automobily uzpůsobené vnitřním uspořádáním radiologické praxi, příslušný potřebný elektrický generátor, a sestavila tak vlastně mobilní radiografické jednotky, které vstoupily do obecného povědomí jako „Malé Curie“. Stala se také ředitelkou Radiologického servisu Červeného kříže a zároveň založila první francouzské vojenské radiologické centrum, které bylo v provozu již od konce roku 1914. Za pomoci nejprve vojenského lékaře a později 17leté dcery Iréne organizovala praktické zavedení 20 mobilních radiologických automobilů a instalaci 200 radiologických jednotek v polních nemocnicích jen během prvního roku války. Později začala dokonce osobně trénovat a školit radiologické asistentky.
V roce 1915 se navíc Marii Curie podařilo vyprodukovat duté jehly obsahující radon, bezbarvý radioaktivní plyn vzniklý z radia, ke sterilizaci infikovaných tkání. Odhaduje se, že celkem přes 1 milion zraněných vojáků bylo během války léčeno za pomoci Mariiných rentgenových jednotek. Během války byla plně zaměstnána důležitou humanitárně zaměřenou prací a tak ve svém vytížení téměř nepostoupila v jiném výzkumu, přesto se jejímu přínosu ve válce nikdy nedostalo žádného formálního uznání od francouzské vlády.
Jakmile započala válka, nabídla Marie Curie dokonce dvě své zlaté medaile (Nobelovy ceny) Francouzské bance, která odmítla štědrý dar akceptovat. Alespoň za peníze z cen tedy zakoupila válečné dluhopisy se stručným vyjádřením: „Vzdám se té trochy zlata, které vlastním. K němu přidám medaile za vědu, které jsou mi docela k ničemu. Ještě je tu něco – z čisté lenosti jsem dovolila, aby peníze k mé druhé Nobelově ceně zůstaly ve Stockholmu Švédské koruně. To je hlavní část toho, co vlastním. Přinesu je sem a investuji do válečných půjček. Stát to potřebuje. Jen, nemám iluze, tyto peníze budou pravděpodobně ztraceny.“ Také byla aktivní členkou výborů a komisí polské komunity ve Francii. Po válce shrnula své válečné zážitky a zkušenosti v knize Radiologie ve válce (1919).

### Poválečná léta
V roce 1920 u příležitosti 25. výročí objevu radia ustanovila francouzská vláda pro Marii Curie-Skłodowská stipendium, jehož předcházejícím příjemcem byl Louis Pasteur (1822–1895). V roce 1921 byla navíc triumfálně přivítána ve Spojených státech, kam odjela, aby dosáhla navýšení dotací na výzkum radia. Proslulá novinářka Marie Mattingly Meloney (alias William Brown Meloney) nejen navýšila publicitu této cesty, ale založila dokonce po tiskovém rozhovoru s vědkyní nadaci Marie Curie Radium Fund.
V roce 1921 byla Marie Curie oficiálně přijata v Bílém domě prezidentem Warrenem G. Hardingem, který ji obdaroval právě jedním gramem radia ze Spojených států. Před tímto avizovaným významným setkáním jí francouzská vláda, zahanbená množstvím zahraničních poct, která vlastní vědkyni nikdy neocenila žádným vyznamenáním, nabídla Řád čestné legie, který však 54letá vědkyně odmítla. Roku 1922 se stala členkou francouzské Akademie mediků a také cestovala, přednášejíc v Belgii, Brazílii, Španělsku a Československu.
Za Mariina vedení Institutu radia získali jeho čtyři další členové Nobelovy ceny, včetně dcery Iréne Joliot-Curie a zetě Fréderika Joliot-Curieho. Nakonec se Institut stal jedním ze čtyř hlavních světových laboratoří zkoumajících radioaktivitu spolu s Cavendishovou laboratoří při Camebridgeské univerzitě, vedenou Ernestem Rutherfordem, Institutem pro výzkum radia ve Vídni, v čele se Stefanem Meyerem, a Institutem chemie císaře Wilhelma, řízeným Otto Hahnem a Lisou Meitnerovou.
V srpnu 1922 se Marie Curie stala členkou nově utvořené Mezinárodní komise pro intelektuální spolupráci Společnosti národů. V roce 1923 sepsala biografii svého manžela nazvanou prostě Pierre Curie. Dva roky nato (1925) navštívila Polsko, aby se zúčastnila ceremonie k položení základního kamene Institutu radia ve Varšavě. Na zpáteční cestě se zastavila na požádání československé vlády v Praze. Již druhá Mariina cesta po Americe v roce 1929 zajistila vybavení varšavského Institutu radia potřebným množstvím radia k výzkumům a tento nový Institut byl otevřen roku 1932 s Mariinou sestrou Bronislawou na pozici ředitelky. Tato všechna vyrušení od práce a současná publicita způsobovaly značné nepohodlí, avšak zajišťovaly zároveň prostředky k výzkumu. V roce 1930 byla Marie Curie navíc zvolena členkou Mezinárodního výboru pro atomovou hmotnost, kde byla aktivní až do své smrti.

### Smrt
Naposledy navštívila Marie Curie-Skłodowská rodné Polsko v první polovině roku 1934. Několik měsíců nato zemřela dne 4. července 1934 v sanatoriu Sancellemoz v Passy, Haute-Savoie na aplastickou anémii, nedostatečnou tvorbu všech krevních elementů způsobenou pravděpodobně dlouhým vystavováním se radioaktivnímu záření. V posledním roce života pracovala na knize Radioaktivita, která vyšla posmrtně roku 1935.
Ničivé účinky radioaktivního záření nebyly v její době ještě známy, a tak všechna práce byla vykonávána bez nezbytných bezpečnostních opatření používaných až dlouho po její smrti. Zkumavky obsahující radioaktivní izotopy tak například nosila po kapsách a uschovávala v psacím stole, poukazujíc na pozoruhodné slabé světlo, které látky ve tmě vydávaly. Rentgenovým paprskům se též nepřetržitě vystavovala během prací v radiologických odděleních polních nemocnic během války. Přestože však toto dlouhodobé působení způsobilo jak její špatný zrak, tak smrt, nikdy vlastně na zdravotní riziko manipulace s radioaktivními látkami nepřišla.
Pohřbena byla na hřbitově v Sceaux po boku svého manžela Pierra a po 60 letech v roce 1995 byly jejich ostatky společně převezeny a uloženy do Panthéonu v Paříži, díky čemuž se stala první ženou pohřbenou v Panthéonu za vlastní zásluhy.
Kvůli vysokým hladinám radioaktivní kontaminace jsou Mariiny originální spisy z 90. let 19. století stále považovány za zdraví nebezpečné. Radioaktivní je například i její osobní kuchařka, všechny materiály jsou proto uschovány v olověných boxech a všichni, kteří do nich chtějí nahlédnout, musí povinně obléci ochranné oblečení. 

## Odkaz
Hmatatelný i společenský dopad Mariiny práce významně přispěl k utvoření světa 20. a 21. století. Profesor Cornellovy univerzity L. Pearce Williams píše:
„Výsledek Curiiny práce byl epochální. Radioaktivita radia byla tak velká, že nešla přehlédnout. Oponovala principu zachování energie, a tím způsobila přehodnocení základů fyziky. Na experimentální úrovni přineslo objevení radia mužům jako Ernest Rutherford zdroje radioaktivity, s nimiž mohli zkoumat strukturu atomu. Jako výsledek Rutherfordových experimentů s alfa-zářením byl poprvé popsán nukleární model atomu. Medicíně nabídlo radioaktivní radium zbraň, se kterou mohla být úspěšně napadena rakovina.“

Nejen, že Mariina práce pomohla přehodnotit chemické a fyzikální teorie, ale měla i hluboký efekt na sociální sféru. Aby dosáhla svých vědeckých úspěchů, musela Marie Curie nejprve překonat zábrany, které jí byly kladeny ve vlasti i ve Francii kvůli jejímu ženskému pohlaví. Tento aspekt života a kariéry vědkyně je zdůrazněn v knize Francoise Girouda Marie Curie: Život, která pojímá Mariinu roli jako vzor feminismu.
Marie Curie-Skłodowská byla známá pro svoji upřímnost a střídmý životní styl. Dostala například malé stipendium (1893) a jakmile si vydělala nějaké peníze, vrátila jej (1897). Většinu finančních prostředků první Nobelovy ceny darovala rodině, přátelům, studentům a výzkumným spolkům. Výjimečné rozhodnutí učinila také v případě procesu izolace radia, který nenechala patentovat, aby tak další výzkumníci nemuseli za použití postupu platit. Vždy trvala na tom, aby finanční odměny a ceny byly dávány raději vědeckým institucím, než jí samotné a spolu s manželem ocenění často odmítali. Albert Einstein poznamenal, že Marie Curie-Skłodowská byla snad jedinou osobou, kterou nezkorumpovala sláva.
Její život byl zachycen v dokumentárním románu Kniha o Blanche a Marii od švédského spisovatele Pera Olova Enquista. Podle Enquista dělala Blanche Wittmanová laboratorní pomocnici Marie Curie. Archivy Curieova institutu však neprokázaly, že by Wittmanová byla skutečně asistentkou Curie.

## Vzpomínková a kulturní vyobrazení

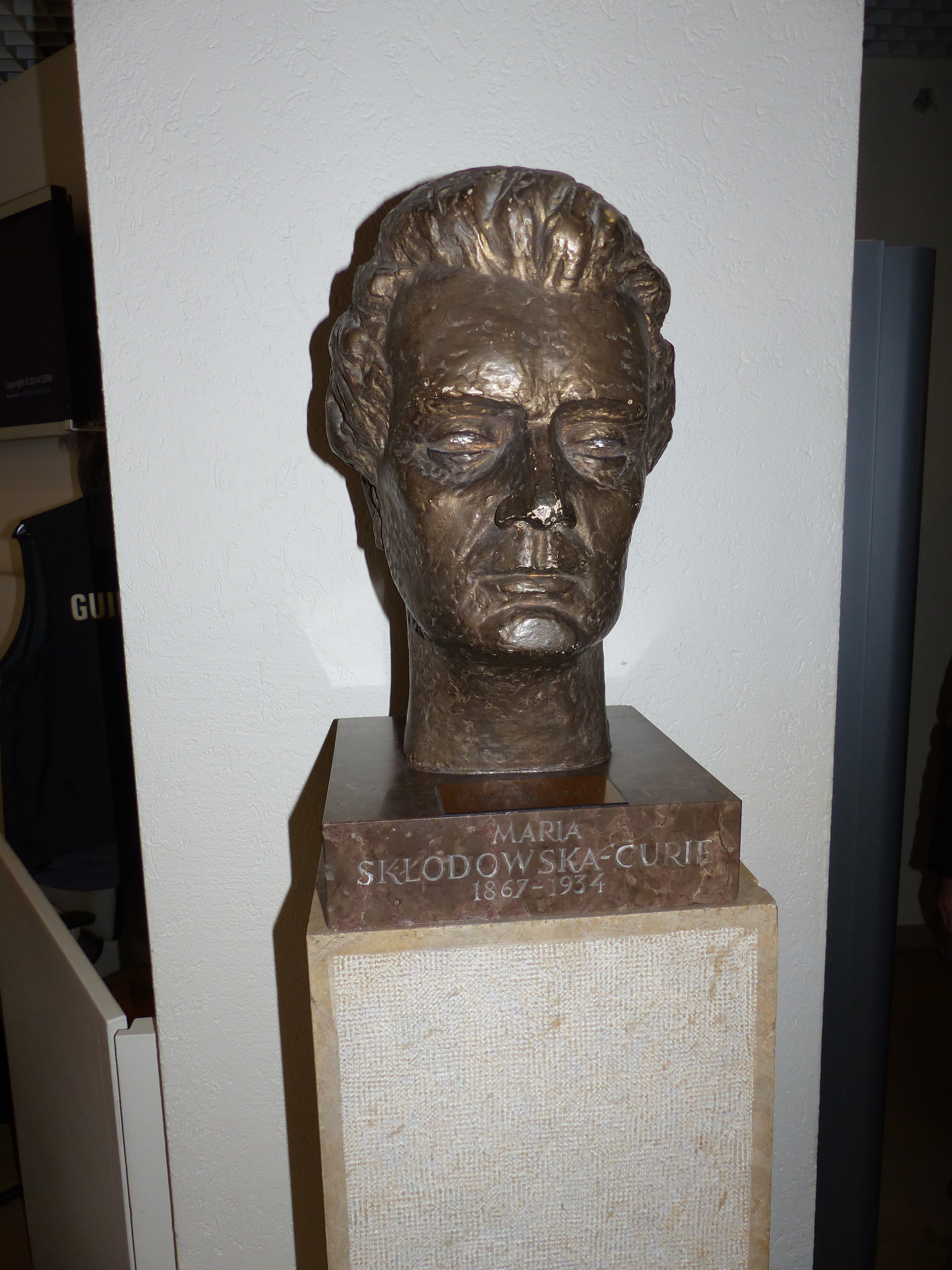
Busta „Maria Skłodowska-Curie“, Muzeum CERN, Švýcarsko, 2015

Jako jedna z nejslavnějších vědkyň v historii se Marie Curie stala ve vědeckém světě ikonou a obdržela pocty z celého světa, dokonce i v oblasti popkultury. Získala také mnoho čestných titulů z univerzit po celém světě.
Marie Curie byla první ženou, která vyhrála Nobelovu cenu, první osobou, která vyhrála dvě Nobelovy ceny, jedinou ženou, která vyhrála ve dvou oborech, a jedinou osobou, která vyhrála ve více vědách. Mezi ocenění a vyznamenání, která získala, patří:
- Nobelova cena za fyziku (1903, s manželem Pierrem Curie a Henrim Becquerelem)
- Davyho medaile (1903, s Pierrem)[9][10]
- Matteucciho medaile (1904, s Pierrem)[10]
- Actoniánská cena (1907)[11]
- Medaile Elliotta Cressona (1909)[12]
- Řád čestné legie (1909, zamítnuto)[13]
- Nobelova cena za chemii (1911)[14]
- Občanský řád Alfonse XII. (1919)[15]
- Franklinova medaile Americké filozofické společnosti (1921)[16]
- Řád bílé orlice (2018, posmrtně)[17]

Mezi entity, které byly pojmenovány po Marii Curie, patří:
- Curie (symbol Ci), jednotka radioaktivity, je pojmenována na počest jí a Pierra Curieho (ačkoli komise, která se na názvu dohodla, nikdy jasně neuvedla, zda byla jednotka pojmenována po Pierrovi, Marii nebo po obou)[18]
- Prvek s atomovým číslem 96 byl pojmenován curium (symbol Cm)[19]
- Po Curieových jsou pojmenovány také tři radioaktivní minerály: kurit, sklodowskit a kuprosklodowskit[6]
- Stipendijní program Evropské unie Akce Marie Skłodowské-Curie pro mladé vědce, kteří chtějí pracovat v cizí zemi
- V roce 2007 byla stanice metra v Paříži přejmenována na počest obou Curieových[6]
- Jediný polský jaderný reaktor v provozu, výzkumný reaktor Marie[20]
- Asteroid 7000 Curie[6]
- Marie Curie, registrovaná charitativní organizace ve Spojeném království[21]
- Cena Marie Sklodowské-Curie IEEE, mezinárodní cena udělovaná za mimořádný přínos v oblasti jaderných a plazmových věd a inženýrství, byla založena Institutem elektrických a elektronických inženýrů v roce 2008[22]
- Medaile Marie Curie, výroční vědecké ocenění založené v roce 1996 a udělované Polskou chemickou společností[23]
- Medaile a cena Marie Curie-Sklodowské, výroční cena udělovaná londýnským Ústavem fyziky za vynikající přínos k výuce fyziky
- Univerzita Marie Curie-Skłodowské v Lublinu v Polsku[24]
- Univerzita Pierra a Marie Curieových v Paříži
- Národní výzkumný onkologický ústav Marie Curie-Sklodowské v Polsku
- École élémentaire Marie-Curie v Londonu v Ontariu v Kanadě; Curie Metropolitan High School v Chicagu ve Spojených státech amerických; Střední škola Marie Curie v Ho Či Minově Městě ve Vietnamu; Lycée français Marie Curie de Zurich ve Švýcarsku; viz Lycée Marie Curie pro seznam dalších škol pojmenovaných po ní
- Rue Madame Curie v Bejrútu v Libanou

Je jí věnováno mnoho biografií, včetně:
- Ève Curie (dcera Marie Curie), Madame Curie, 1938
- Françoise Giroudová, Marie Curie: A Life, 1987
- Susan Quinnová, Marie Curie: A Life, 1996
- Barbara Goldsmithová, Obsessive Genius: The Inner World of Marie Curie, 2005[25]
- Lauren Rednissová, Radioactive: Marie and Pierre Curie, a Tale of Love and Fallout, 2011,[26] adaptováno do britského filmu z roku 2019

Marie Curie byla námětem řady filmů:
- 1943: Madame Curie, americký film Mervyna LeRoye nominovaný na Oscara s Greer Garsonovou v hlavní roli[27]
- 1997: Les Palmes de M. Schutz, francouzský film adaptovaný ze stejnojmenné hry a režírovaný Claudem Pinoteauem. Marii Curie hraje Isabelle Huppertová.[28]
- 2014: Marie Curie, une femme sur le front, francouzsko-belgický film, režírovaný Alainem Brunardem s Dominique Reymondovou v hlavní roli
- 2016: Marie Curie: The Courage of Knowledge, evropská koprodukce Marie Noëlleové s Karolinou Gruszkou v hlavní roli
- 2016: Super Science Friends, americký internetový animovaný seriál vytvořený Brettem Jubinvillem s Hedy Gregorovou jako Marie Curie
- 2019: Radioaktivita, britský film Marjane Satrapiové s Rosamund Pikeovou v hlavní roli

Curie je námětem hry Falešné domněnky od Lawrence Aronovitche z roku 2013, ve které duchové tří dalších vědkyň pozorují události v jejím životě. Curie také ztvárnila Susan Marie Frontczaková ve své hře Manya: The Living History of Marie Curie, která se k roku 2014 hrála ve 30 státech USA a devíti zemích. Hra Lauren Gundersonové z roku 2019 The Half-Life of Marie Curie zobrazuje Curie během léta po jejím vítězství Nobelovy ceny v roce 1911, kdy se potýkala s depresemi a čelila veřejnému opovržení kvůli odhalení jejího románku s Paulem Langevinem.
Curie se objevila na více než 600 poštovních známkách v mnoha zemích po celém světě.
V letech 1989–1996 byla vyobrazena na bankovce v hodnotě 20 000 zlotých, kterou navrhl Andrzej Heidrich. V roce 2011 vydala Polská národní banka u příležitosti 100. výročí udělení Nobelovy ceny za chemii Marii Curie pamětní bankovku v hodnotě 20 zlotých s jejím vyobrazením.
V roce 1994 vydala Banka Francie 500frankovou bankovku s Marií a Pierrem Curieovými. K polovině roku 2024 je vyobrazena na francouzských mincích v hodnotě 50 eurocentů, aby připomínala její vliv na francouzskou historii.

## Fotogalerie

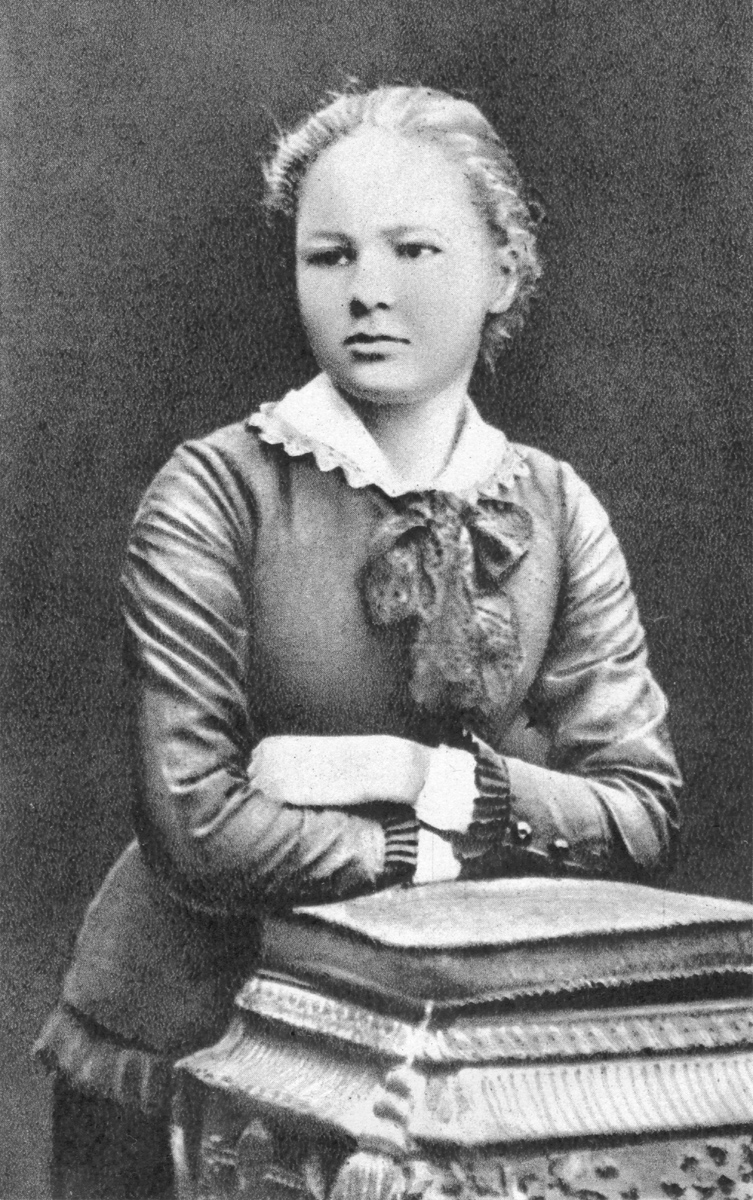
Marie Curie-Skłodowská jako 16leté děvče
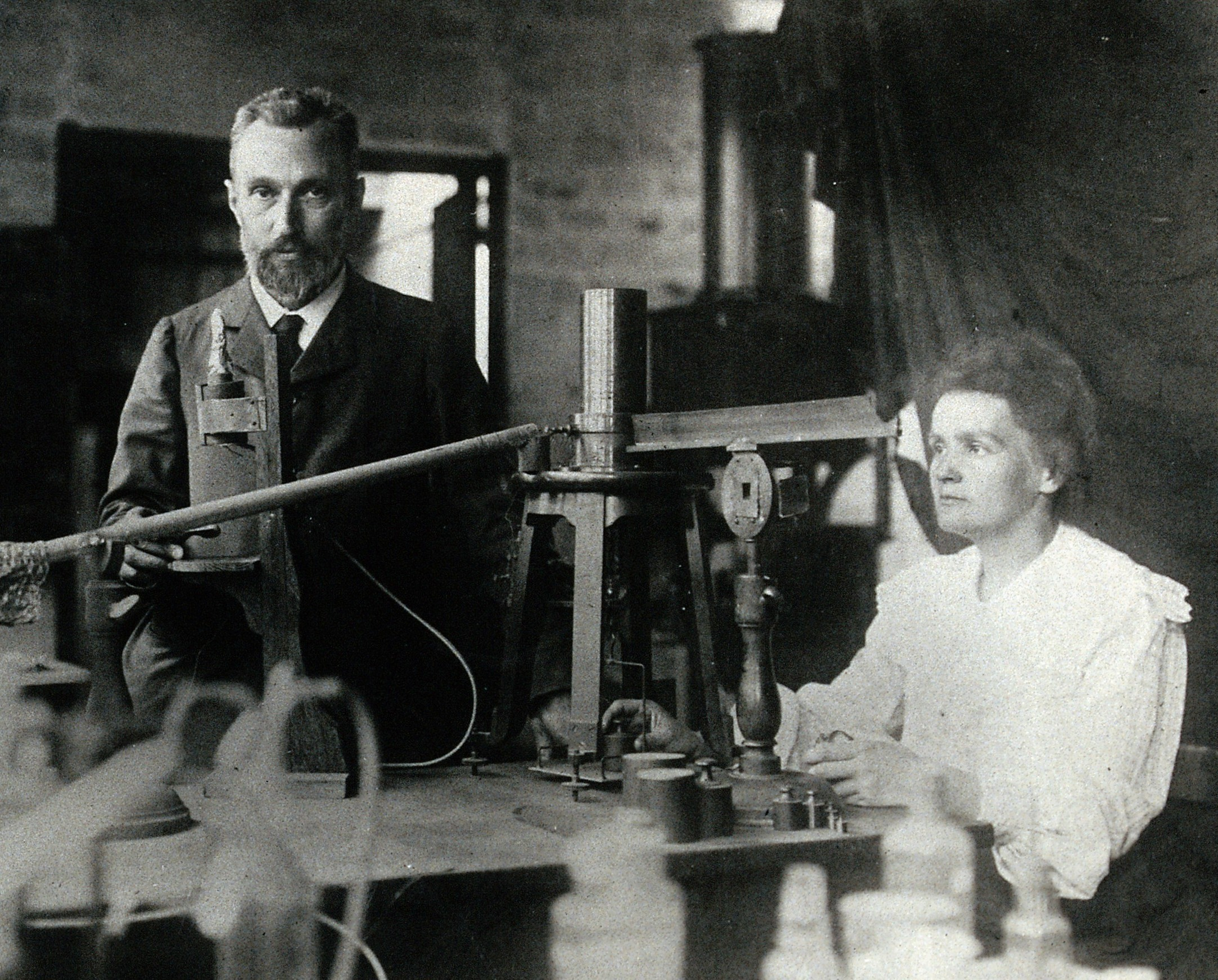
Pierre a Marie Curie
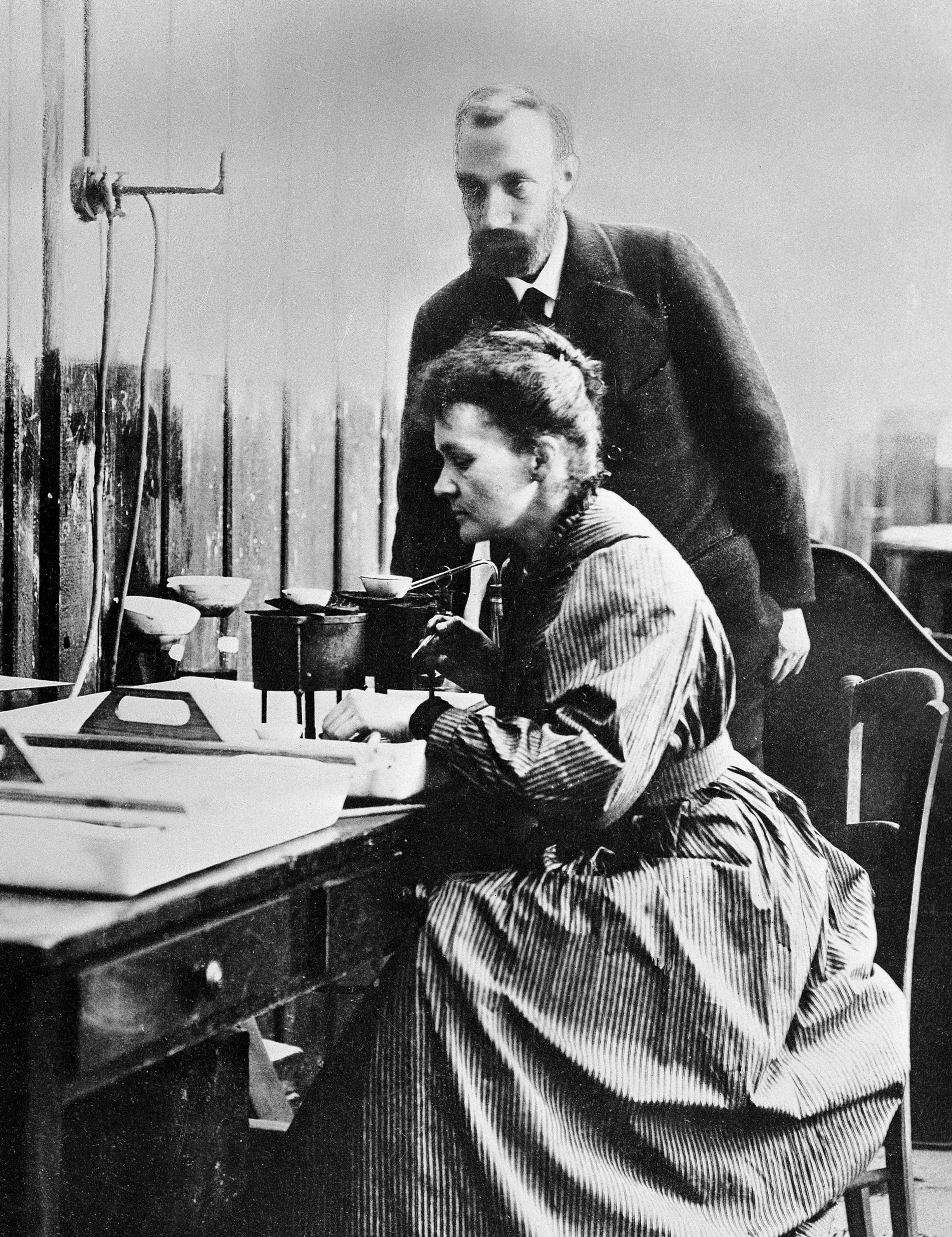
Pierre a Marie Curie-Skłodowská při práci
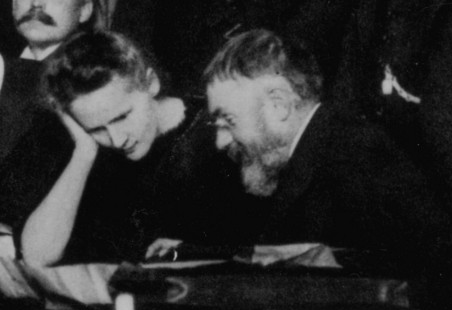
Marie Curie-Skłodowská a Henri Poincaré v roce 1911
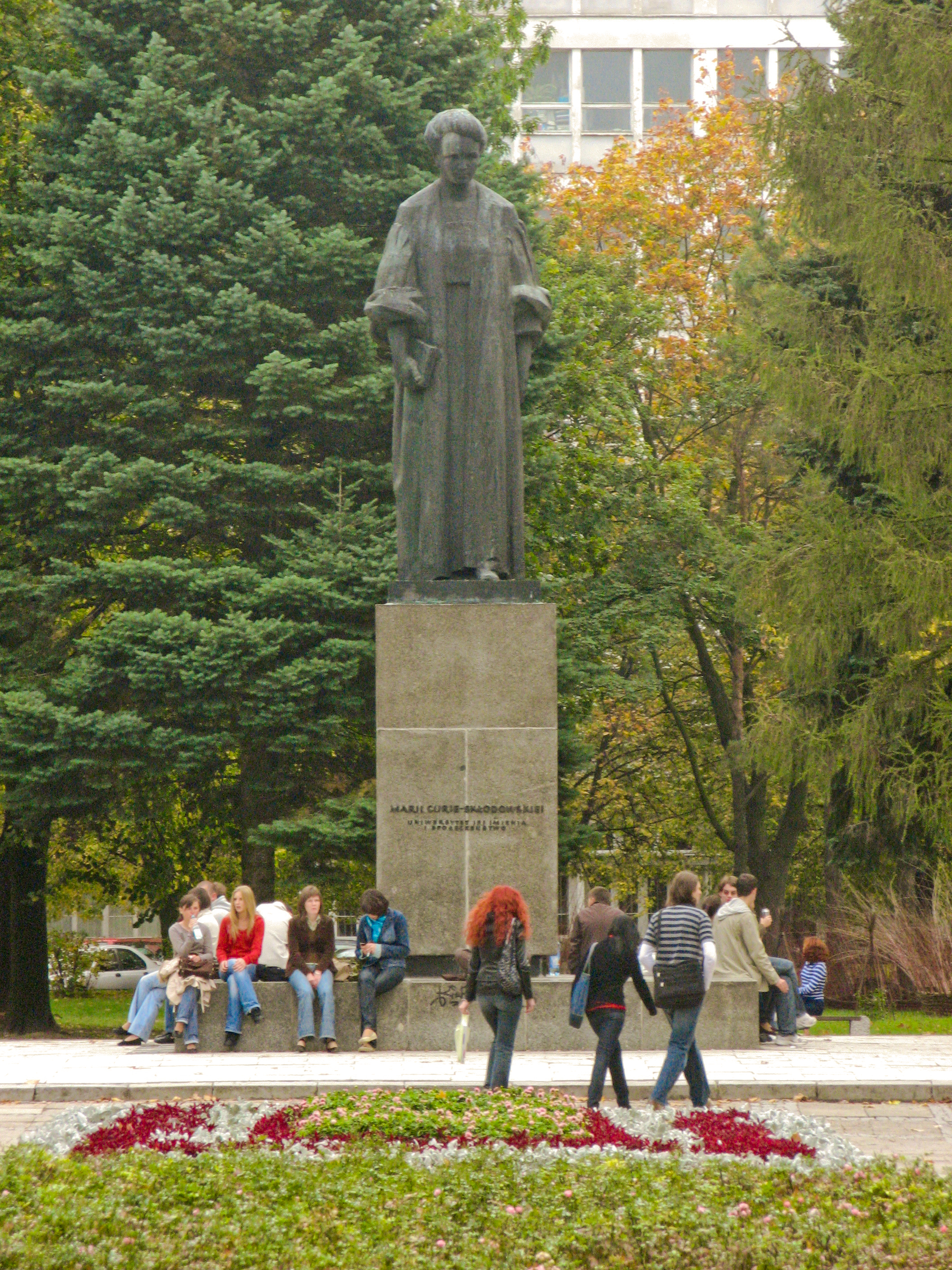
Pomník Marie Curie-Skłodowské v Lublinu
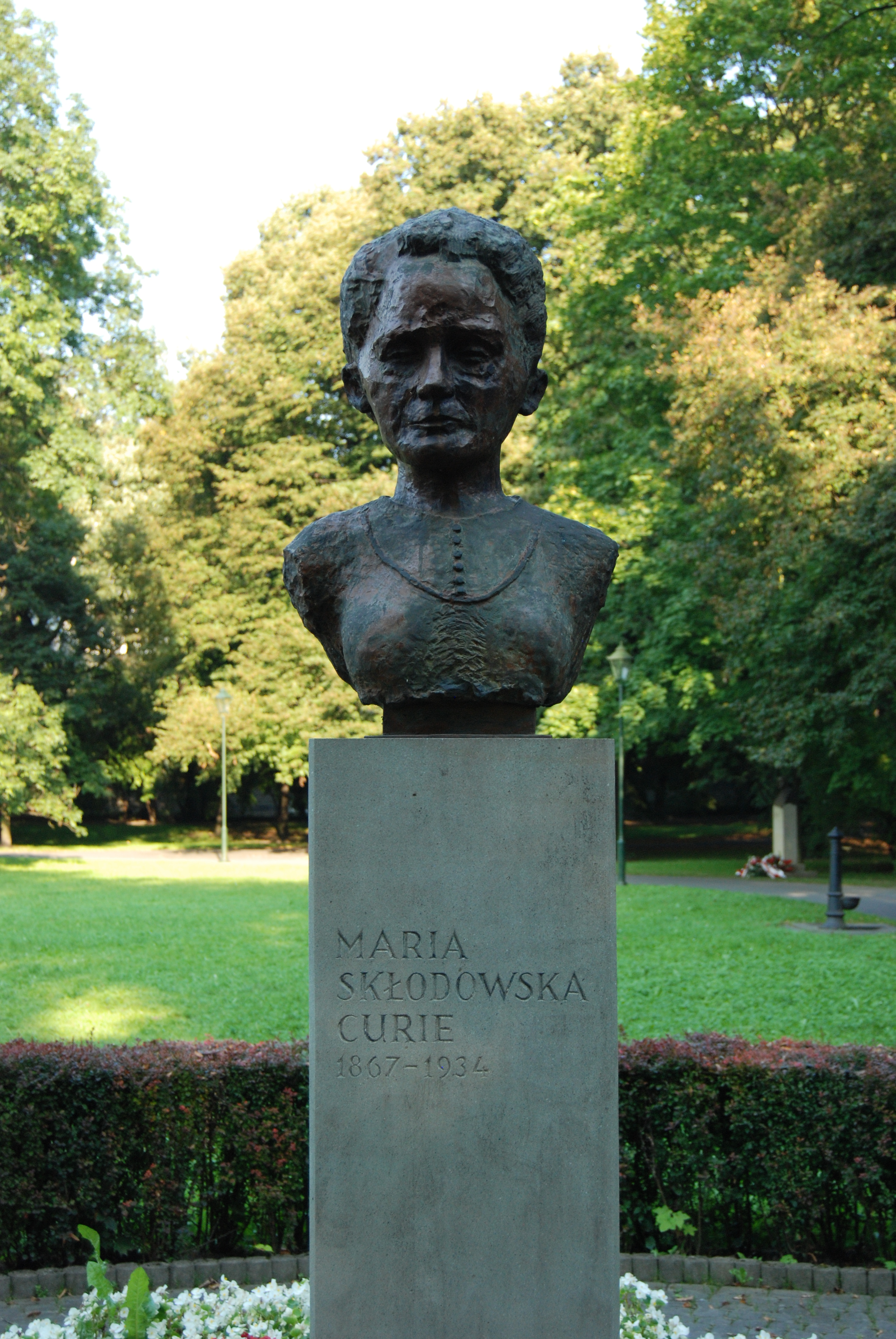
Pomník Marie Curie-Skłodowské v Krakově
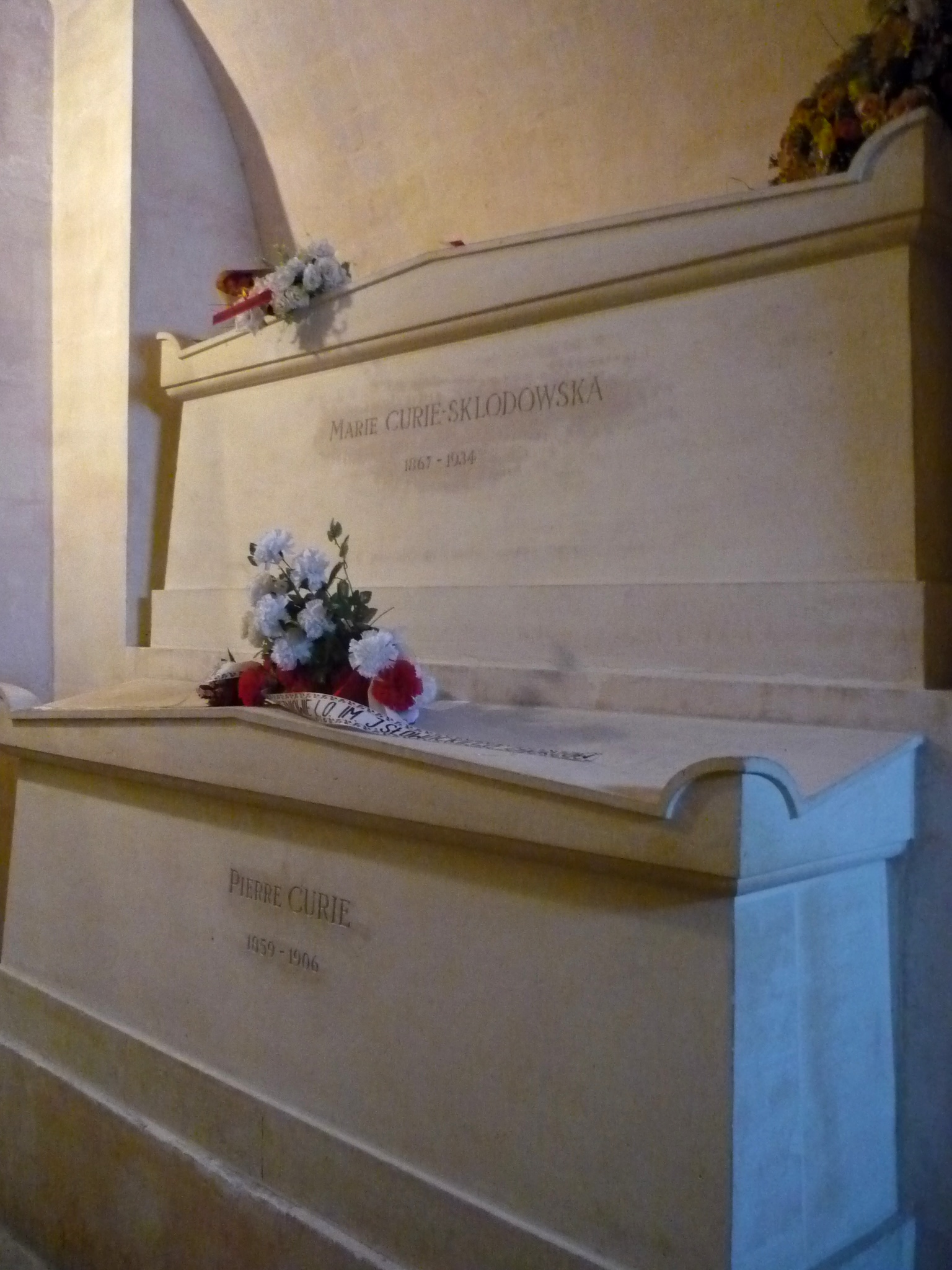
Sarkofág Pierra a Marie Curie v pařížském Panthéonu (Francie)